# 광주천
광주천(光州川)은 광주광역시 내를 통과하여 흐르는 대한민국의 지방하천이다. 2020년 1월 1일부터 국가하천으로 승격되었다.
최초 발원지는 광주광역시 동구 용연동 무등산 용추계곡으로 알려져 있다. 여기서 물이 제 2수원지를 통과하여 시가지로 향한다. 동구 학동에서는 증심사천이 합류해 온다. 광주 시내를 관통하여 흐르면서 도심 내 복개된 지류천들의 물을 받아 최종적으로 서구 유촌동에서 영산강에 합류한다. 도심 내 하천을 휴식, 문화공간으로 조성하는 사업이 대대적으로 전개되어 산책로 및 친수 시설, 편의 설비 등이 설치되었다.